# Deba
Deba is een gemeente in de Spaanse provincie Gipuzkoa in de regio Baskenland met een oppervlakte van 50 km². Deba telt 5.480 inwoners (1 januari 2016).
In Deba werd in 1969 de Ekaingrot met paleolithische rotstekeningen ontdekt.

## Demografische ontwikkeling
Bron: INE, 1857-2011: volkstellingen